# Dżazirat Nilsun
Dżazirat Nilsun lub Dżazirat Dżarisza (arab. جزيرة نيلسون lub جزيرة جريشة) − mała wyspa w zatoce Abu Kir na Morzu Śródziemnym należąca do Egiptu. Wyspa leży około 32 km od portu w Aleksandrii i około 4 km od przylądka Abu Kir.
Nazwa wyspy pochodzi od brytyjskiego admirała Horatio Nelsona, który w 1798 roku stoczył bitwę morską pod Abukirem niedaleko wyspy.
W 2000 roku włoski archeolog dr Paolo Gallo odkrył na wyspie szereg grobów. Pochówki są datowane na lata 1798-1801. Udało się zidentyfikować tylko jedno ciało, Jamesa Russela, brytyjskiego kapitana i dowódcy. Pozostałe szczątki należały do brytyjskich oficerów, marynarzy, piechoty morskiej, kobiet i dzieci. W 2005 roku ciała zostały ekshumowane i pochowane na cmentarzu brytyjskim w Aleksandrii.